# جوزپه سانتیا
جوزپه سانتیا (ایتالیایی: Giuseppe Santhià؛ ۱۹ ژانویهٔ ۱۸۸۶ – ۱۸ فوریهٔ ۱۹۷۸) دوچرخه‌سوار اهل ایتالیا بود.